# 巴劳 (厄瓜多尔)

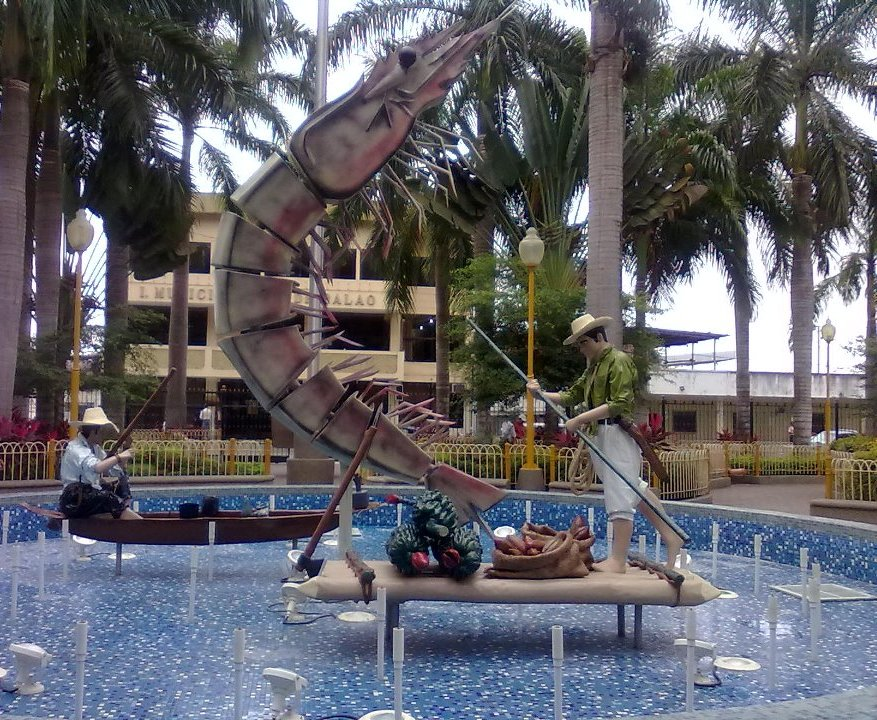

巴劳是厄瓜多尔的一个城镇，位于瓜亚斯省南部巴劳县，且为该县县治。毗邻阿苏艾省与埃爾奧羅省。该城镇于1987年11月17日建立。

## 交通
巴劳地处两大城市瓜亞基爾与馬查拉之间的交通要道，来往便利。市内建有小型机场。

## 农业
巴劳的主要农作物为香蕉、可可豆、稻、玉米、木薯、番茄和咖啡。